# Leichtathletik-Europameisterschaften 1986/50 km Gehen der Männer

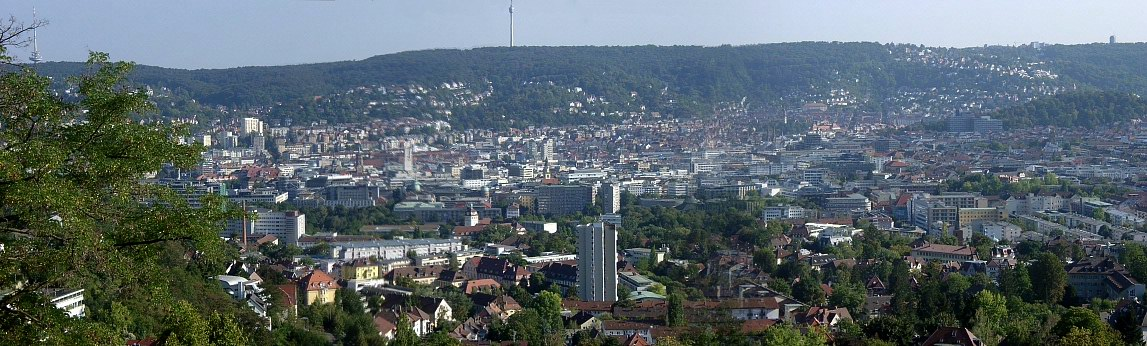
Blick auf Stuttgart vom Bismarckturm im Jahr 2004

Das 50-km-Gehen der Männer bei den Leichtathletik-Europameisterschaften 1986 wurde am 31. August 1986 in den Straßen Stuttgarts ausgetragen.
In diesem Wettbewerb errangen die Geher aus der UdSSR mit Silber und Bronze zwei Medaillen. Europameister wurde der amtierende Weltmeister Hartwig Gauder aus der DDR. Den zweiten Rang belegte der WM-Dritte von 1983 Wjatscheslaw Iwanenko. Bronze ging an Waleri Sunzow.

## Rekorde / Bestleistungen
Anmerkung:

Rekorde wurden damals im Marathonlauf und Straßengehen wegen der unterschiedlichen Streckenbeschaffenheiten mit Ausnahme von Meisterschaftsrekorden nicht geführt.

### Bestehende Rekorde / Bestleistungen
| Weltbestzeit         | 3:38:17 h   | Ronald Weigel | Potsdam, DDR (heute Deutschland)             | 25. Mai 1986      |
| Europabestzeit       | 3:38:17 h   | Ronald Weigel | Potsdam, DDR (heute Deutschland)             | 25. Mai 1986      |
| Meisterschaftsrekord | 3:53:29,9 h | Jorge Llopart | EM Prag, Tschechoslowakei (heute Tschechien) | 2. September 1978 |

### Rekordverbesserung
Europameister Hartwig Gauder aus der DDR verbesserte den bestehenden EM-Rekord am 31. August um gerundet 12:35 min auf 3:40:55 h. Zur Welt- und Europabestzeit fehlten ihm 2:38 min.

## Durchführung
Hier gab es keine Vorrunde, alle 28 Geher traten gemeinsam zum Finale an.

## Legende
Kurze Übersicht zur Bedeutung der Symbolik – so üblicherweise auch in sonstigen Veröffentlichungen verwendet:
| CR  | Championshiprekord                       |
| DNF | Wettkampf nicht beendet (did not finish) |
| DSQ | disqualifiziert                          |

## Ergebnis

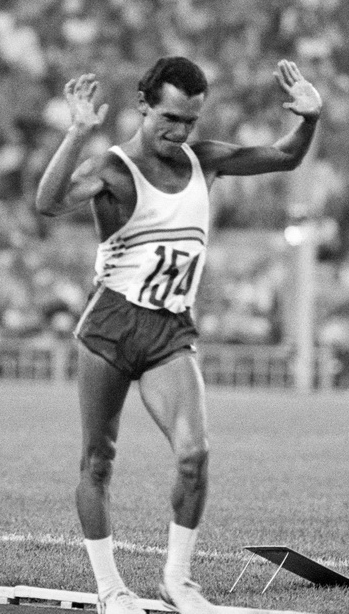
Der Europameister von 1978 und Olympiazweite von 1980 Jorge Llopart kam hier auf den neunten Platz

31. August 1986, 13:15 Uhr
| Platz | Name                  | Nation           | Zeit (h)   |
| ----- | --------------------- | ---------------- | ---------- |
| 1     | Hartwig Gauder        | DDR              | 3:40:55 CR |
| 2     | Wjatscheslaw Iwanenko | Sowjetunion      | 3:41:54    |
| 3     | Waleri Sunzow         | Sowjetunion      | 3:42:38    |
| 4     | Sergei Prozischin     | Sowjetunion      | 3:45:51    |
| 5     | Reima Salonen         | Finnland         | 3:46:14    |
| 6     | Dietmar Meisch        | DDR              | 3:48:01    |
| 7     | Bo Gustafsson         | Schweden         | 3:50:12    |
| 8     | Pavol Szikora         | Tschechoslowakei | 3:51:35    |
| 9     | Jorge Llopart         | Spanien          | 3:52:12    |
| 10    | Erling Andersen       | Norwegen         | 3:53:42    |
| 11    | Sandro Bellucci       | Italien          | 3:54:10    |
| 12    | Grzegorz Ledzion      | Polen            | 3:54:16    |
| 13    | Raffaello Ducceschi   | Italien          | 3:56:42    |
| 14    | Alain Lemercier       | Frankreich       | 3:59:11    |
| 15    | Martial Fesselier     | Frankreich       | 3:59:44    |
| 16    | Lars Ove Moen         | Norwegen         | 4:05:01    |
| 17    | Ivo Pitak             | Tschechoslowakei | 4:14:32    |
| 18    | Dennis Jackson        | Großbritannien   | 4:16:42    |
| 19    | Roland Nilsson        | Schweden         | 4:24:02    |
| 20    | Roman Mrázek          | Tschechoslowakei | 4:27:28    |
| 21    | Martin Toporek        | Österreich       | 4:33:38    |
| 22    | Thomas Pomozi         | Schweden         | 4:43:11    |
| DNF   | Alfons Schwarz        | BR Deutschland   |            |
| DNF   | Maurizio Damilano     | Italien          |            |
| DNF   | Manuel Alcalde        | Spanien          |            |
| DNF   | José Pinto            | Portugal         |            |
| DSQ   | Ronald Weigel         | DDR              |            |
| DSQ   | Les Morton            | Großbritannien   |            |

## Videolink
- 571 European Track and Field 1986 50km Walk, www.youtube.com, abgerufen am 14. Dezember 2022